# Yussuf Poulsen
Yussuf Yurary Poulsen (phát âm tiếng Đan Mạch: [ˈjusuf ˈpʰʌwlsn̩]; sinh ngày 15 tháng 6 năm 1994) là một cầu thủ bóng đá chuyên nghiệp người Đan Mạch hiện đang thi đấu cho câu lạc bộ Bundesliga RB Leipzig và đội tuyển bóng đá quốc gia Đan Mạch ở vị trí tiền đạo. Anh đôi khi cũng sử dụng tên gọi Yurary làm tên áo đấu của mình.

## Đầu đời
Poulsen sinh ra với cha là người Tanzania và mẹ là người Đan Mạch. Cha của anh làm việc trên một con tàu container, đi giữa Tanga và Đan Mạch trước khi ông định cư ở Copenhagen. Ông qua đời vì bệnh ung thư khi Poulsen 6 tuổi.

## Sự nghiệp câu lạc bộ

### Sự nghiệp trẻ
Poulsen bắt đầu chơi bóng tại BK Skjold, một câu lạc bộ có trụ sở tại Østerbro, Copenhagen. Anh khởi đầu sự nghiệp ở vị trí Hậu vệ nhưng sau này được đưa lên đá Tiền đạo.

### Lyngby BK
Năm 14 tuổi anh gia nhập câu lạc bộ Lyngby BK. Anh ra sân lần đầu tiên cho đội 1 vào ngày 4 tháng 12 năm 2011 trong trận đấu gặp AC Horsens, vào cuối mùa giải câu lạc bộ của anh cũng bị xuống hạng. Ngày 5 tháng 8 năm 2012, anh ghi bàn thắng đầu tiên cho câu lạc bộ trong chiến thắng 1-0 trước AB Gladsaxe. Sau 32 lần ra sân, anh đã ghi được 11 bàn thắng

### RB Leipzig
Thành tích ấn tượng của anh đã thu hút sự quan tâm của các câu lạc bộ trong và ngoài nước, vào ngày 3 tháng 7 năm 2013, anh ký hợp đồng với RB Leipzig, đội bóng mới thăng lên giải hạng 3 của Đức. Anh kết thúc mùa giải 2013–14 với 10 bàn thắng sau 27 lần ra sân. Năm 2014, anh cùng RB Leipzig lên chơi ở giải hạng 2 của Đức. Năm 2016,anh cùng câu lạc bộ chính thức lên chơi tại Bundesliga. Trong trận đấu thứ sáu của mùa giải 2016–17, anh ghi bàn thắng đầu tiên tại Bundesliga trong chiến thắng 2-1 trên sân nhà trước FC Augsburg.
Vào ngày 30 tháng 3 năm 2019, trong chiến thắng 5–0 trước Hertha BSC, anh trở thành cầu thủ RB Leipzig đầu tiên lập hat-trick tại Bundesliga đồng thời cũng giúp Leipzig có trận thắng thứ 50 tại giải đấu này. Cú hat-trick này cũng giúp anh có bàn thắng thứ 15 và đưa anh trở thành cầu thủ Đan Mạch thứ ba, sau Ebbe Sand và Allan Simonsen ghi được hơn 14 bàn thắng ở Bundesliga trong một mùa giải.
Vào ngày 24 tháng 5 năm 2020, anh trở thành cầu thủ ra sân nhiều nhất cho RB Leipzig.

## Sự nghiệp quốc tế
Anh đủ điền kiện thi đấu cho cả Đội tuyển bóng đá quốc gia Tanzania và Đội tuyển bóng đá quốc gia Đan Mạch nhưng anh đã chọn Đan Mạch.
Anh có trận ra mắt đội tuyển quốc gia Đan Mạch vào ngày 30 tháng 1 năm 2013 trong trận đấu với Mexico. Vào ngày 13 tháng 6 năm 2015, anh ghi bàn thắng đầu tiên cho đội tuyển Đan Mạch trong chiến thắng 2-0 trước Sebria. Poulsen được triệu tập vào đội tuyển Đan Mạch tham dự Thế vận hội mùa hè 2016, tuy nhiên anh đã từ chối cuộc gọi để củng cố vị trí của mình tại Leipzig
Vào tháng 5 năm 2018, anh có tên trong danh sách 23 cầu thủ của Đan Mạch tham dự FIFA World Cup 2018 tại Nga
Vào ngày 17 tháng 6 năm 2021, Poulsen ghi bàn thắng đầu tiên tại Euro trong trận thua 2-1 trước Bỉ.

## Thống kê sự nghiệp

### Câu lạc bộ
Tính đến ngày 11 tháng 5 năm 2024.
| Câu lạc bộ          | Mùa giải            | Giải đấu            | Giải đấu | Giải đấu | Cúp quốc gia | Cúp quốc gia | Châu lục | Châu lục | Khác | Khác | Tổng cộng | Tổng cộng |
| Câu lạc bộ          | Mùa giải            | Hạng                | Trận     | Bàn      | Trận         | Bàn          | Trận     | Bàn      | Trận | Bàn  | Trận      | Bàn       |
| ------------------- | ------------------- | ------------------- | -------- | -------- | ------------ | ------------ | -------- | -------- | ---- | ---- | --------- | --------- |
| Lyngby              | 2011–12             | Superliga           | 5        | 0        | 0            | 0            | —        | —        | —    | —    | 5         | 0         |
| Lyngby              | 2012–13             | 1st Division        | 30       | 11       | 2            | 0            | —        | —        | —    | —    | 32        | 11        |
| Lyngby              | Tổng cộng           | Tổng cộng           | 35       | 11       | 2            | 0            | —        | —        | —    | —    | 37        | 11        |
| RB Leipzig          | 2013–14             | 3. Liga             | 36       | 10       | 1            | 0            | —        | —        | —    | —    | 37        | 10        |
| RB Leipzig          | 2014–15             | 2. Bundesliga       | 29       | 11       | 3            | 1            | —        | —        | —    | —    | 32        | 12        |
| RB Leipzig          | 2015–16             | 2. Bundesliga       | 32       | 7        | 2            | 0            | —        | —        | —    | —    | 34        | 7         |
| RB Leipzig          | 2016–17             | Bundesliga          | 29       | 5        | 1            | 0            | —        | —        | —    | —    | 30        | 5         |
| RB Leipzig          | 2017–18             | Bundesliga          | 30       | 4        | 2            | 1            | 9        | 0        | —    | —    | 41        | 5         |
| RB Leipzig          | 2018–19             | Bundesliga          | 31       | 15       | 6            | 2            | 8        | 2        | —    | —    | 45        | 19        |
| RB Leipzig          | 2019–20             | Bundesliga          | 22       | 5        | 3            | 0            | 8        | 0        | —    | —    | 33        | 5         |
| RB Leipzig          | 2020–21             | Bundesliga          | 25       | 6        | 3            | 1            | 9        | 0        | —    | —    | 37        | 7         |
| RB Leipzig          | 2022–23             | Bundesliga          | 19       | 2        | 4            | 2            | 5        | 0        | 0    | 0    | 28        | 4         |
| RB Leipzig          | 2023–24             | Bundesliga          | 28       | 5        | 2            | 0            | 7        | 0        | 1    | 0    | 38        | 5         |
| RB Leipzig          | Tổng cộng           | Tổng cộng           | 308      | 75       | 33           | 12           | 54       | 3        | 1    | 0    | 396       | 90        |
| Tổng cộng sự nghiệp | Tổng cộng sự nghiệp | Tổng cộng sự nghiệp | 343      | 86       | 35           | 12           | 54       | 3        | 1    | 0    | 433       | 101       |

### Quốc tế
Tính đến ngày 8 tháng 6 năm 2024.
| Đội tuyển quốc gia | Năm       | Trận | Bàn |
| ------------------ | --------- | ---- | --- |
| Đan Mạch           | 2013      | 1    | 0   |
| Đan Mạch           | 2014      | 2    | 0   |
| Đan Mạch           | 2015      | 8    | 2   |
| Đan Mạch           | 2016      | 7    | 1   |
| Đan Mạch           | 2017      | 6    | 0   |
| Đan Mạch           | 2018      | 11   | 2   |
| Đan Mạch           | 2019      | 7    | 2   |
| Đan Mạch           | 2020      | 9    | 0   |
| Đan Mạch           | 2021      | 13   | 4   |
| Đan Mạch           | 2022      | 4    | 0   |
| Đan Mạch           | 2023      | 7    | 1   |
| Đan Mạch           | 2024      | 4    | 1   |
| Tổng cộng          | Tổng cộng | 79   | 13  |

### Bàn thắng quốc tế
Tính đến ngày 8 tháng 6 năm 2024.
| #  | Ngày                 | Địa điểm                                        | Số trận | Đối thủ    | Bàn thắng | Kết quả | Giải đấu                      |
| -- | -------------------- | ----------------------------------------------- | ------- | ---------- | --------- | ------- | ----------------------------- |
| 1  | 13 tháng 6 năm 2015  | Sân vận động Parken, Copenhagen, Đan Mạch       | 5       | Serbia     | 1–0       | 2–0     | Vòng loại UEFA Euro 2016      |
| 2  | 17 tháng 11 năm 2015 | Sân vận động Parken, Copenhagen, Đan Mạch       | 11      | Thụy Điển  | 1–2       | 2–2     | Vòng loại UEFA Euro 2016      |
| 3  | 8 tháng 10 năm 2016  | Sân vận động Quốc gia, Warszawa, Ba Lan         | 16      | Ba Lan     | 2–3       | 2–3     | Vòng loại FIFA World Cup 2018 |
| 4  | 9 tháng 6 năm 2018   | Sân vận động Brøndby, Brøndby, Đan Mạch         | 28      | México     | 1–0       | 2–0     | Giao hữu                      |
| 5  | 16 tháng 6 năm 2018  | Mordovia Arena, Saransk, Nga                    | 29      | Perú       | 1–0       | 1–0     | FIFA World Cup 2018           |
| 6  | 10 tháng 6 năm 2019  | Sân vận động Parken, Copenhagen, Đan Mạch       | 39      | Gruzia     | 4–1       | 5–1     | Vòng loại UEFA Euro 2020      |
| 7  | 12 tháng 10 năm 2019 | Sân vận động Parken, Copenhagen, Đan Mạch       | 41      | Thụy Sĩ    | 1–0       | 1–0     | Vòng loại UEFA Euro 2020      |
| 8  | 2 tháng 6 năm 2021   | Sân vận động Tivoli, Innsbruck, Áo              | 54      | Đức        | 1–1       | 1–1     | Giao hữu                      |
| 9  | 17 tháng 6 năm 2021  | Sân vận động Parken, Copenhagen, Đan Mạch       | 56      | Bỉ         | 1–0       | 1–2     | UEFA Euro 2020                |
| 10 | 22 tháng 6 năm 2021  | Sân vận động Parken, Copenhagen, Đan Mạch       | 57      | Nga        | 2–0       | 4–1     | UEFA Euro 2020                |
| 11 | 8 tháng 9 năm 2021   | Sân vận động Parken, Copenhagen, Đan Mạch       | 62      | Israel     | 1–0       | 6–0     | Vòng loại FIFA World Cup 2022 |
| 12 | 17 tháng 10 năm 2023 | Sân vận động San Marino, Serravalle, San Marino | 73      | San Marino | 2–1       | 2–1     | Vòng loại UEFA Euro 2024      |
| 13 | 8 tháng 6 năm 2024   | Sân vận động Parken, Copenhagen, Đan Mạch       | 79      | Na Uy      | 3–1       | 3–1     | Giao hữu                      |

## Danh hiệu

#### RB Leipzig
- DFB-Pokal: 2021–22, 2022–23
- DFL-Supercup: 2023